# Valle del Cervaro
La valle del Cervaro è una vallata fluviale situata tra l'Appennino campano e il Subappennino dauno, a cavallo fra le province di Avellino e Foggia. La valle deve il suo nome all'omonimo fiume Cervaro, il quale sgorga dalle pendici del monte Grossateglia (987 m s.l.m.) nel territorio di Monteleone di Puglia per poi sfociare, dopo aver attraversato dapprima la stessa valle e quindi il Tavoliere delle Puglie, in parte nel lago Salso e in parte nel golfo di Manfredonia.
Sottoposta alla competenza dell'Autorità di bacino distrettuale dell'Appennino meridionale, l'intera vallata costituisce un sito di interesse comunitario nonché un importante corridoio ecologico tra gli Appennini e l'Adriatico; vi transitano inoltre la ferrovia Napoli-Foggia (tra la stazione di valico di Pianerottolo d'Ariano e l'ex stazione di Cervaro) e la strada statale 90 delle Puglie (tra la sella di Ariano e il colle di Monte Calvello).

## L'alta valle

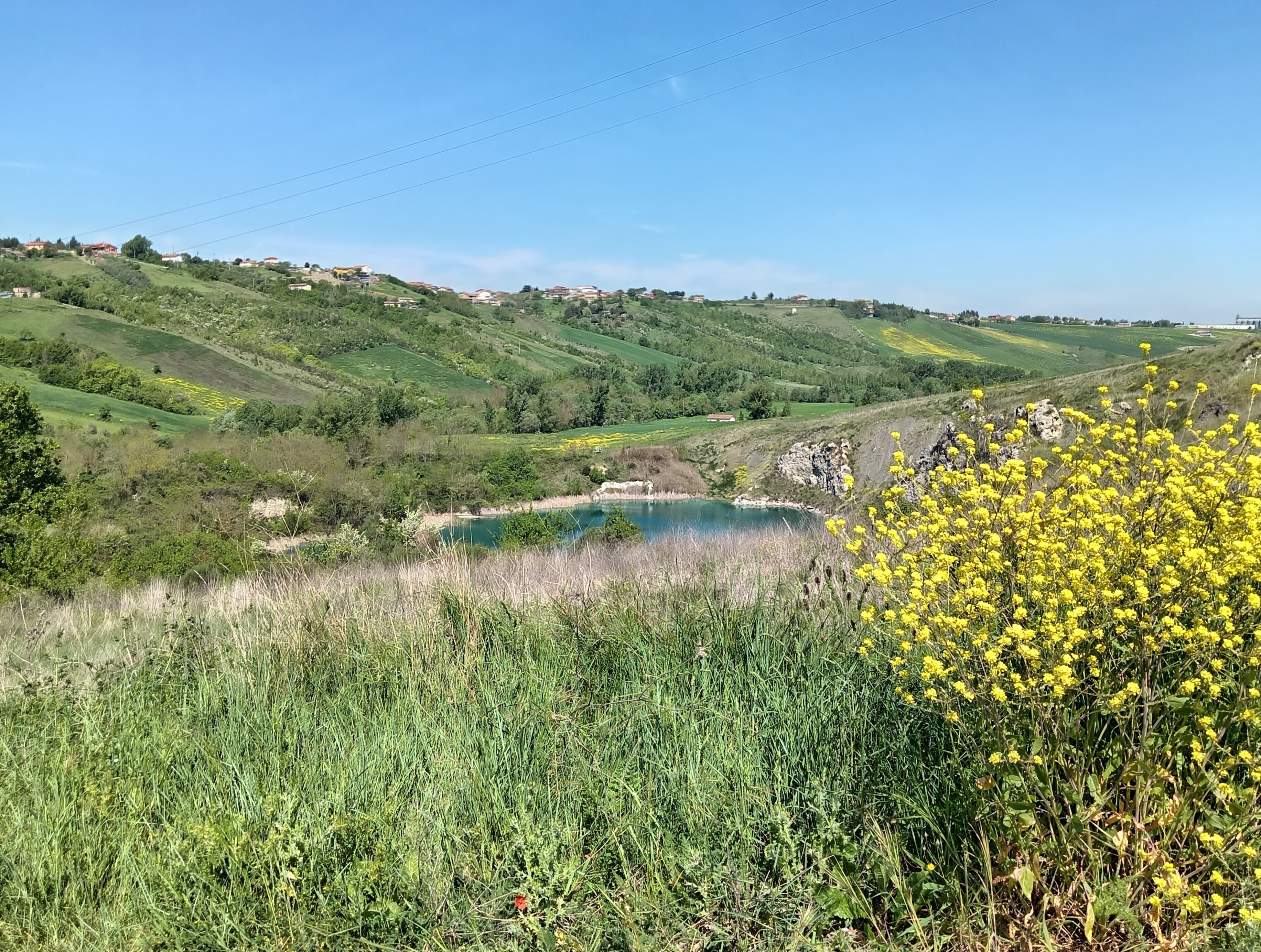
Uno scorcio dell'alta valle del Cervaro, nelle campagne di Ariano Irpino; al centro, un lago di cava lungo la sponda destra del fiume.

La parte alta della valle si allunga, con direzione prevalente sudest–nordovest, stranamente vicina e parallela alla linea spartiacque, marcando per brevi tratti il confine tra Puglia e Campania. In antico l'alta valle era attraversata dalla via Herculia e lambita dal tratturo Pescasseroli-Candela (a sud) e dal tratturello Camporeale-Foggia (a nord); questi due ultimi sono ancora ben riconoscibili. Oltre a Monteleone di Puglia, l'alta valle interessa anche i territori comunali di Zungoli e Ariano Irpino (già Ariano di Puglia) e si caratterizza per la diffusione delle colture cerealicole e dei pascoli, mentre taluni laghetti hanno preso il posto di antiche cave di pietra o di gesso. L'unica foresta è la Selva Mala, attestata fin dal basso medioevo e corrispondente forse all'antica Silva Marca, l'ignota località ove re Ruggero II d'Altavilla tenne (nel 1142) la seconda sessione delle celebri Assise di Ariano.

## La media valle
(Carlo Ulisse de Salis Marschlins, Nel Regno di Napoli: viaggi attraverso varie provincie nel 1789, p. 16.)

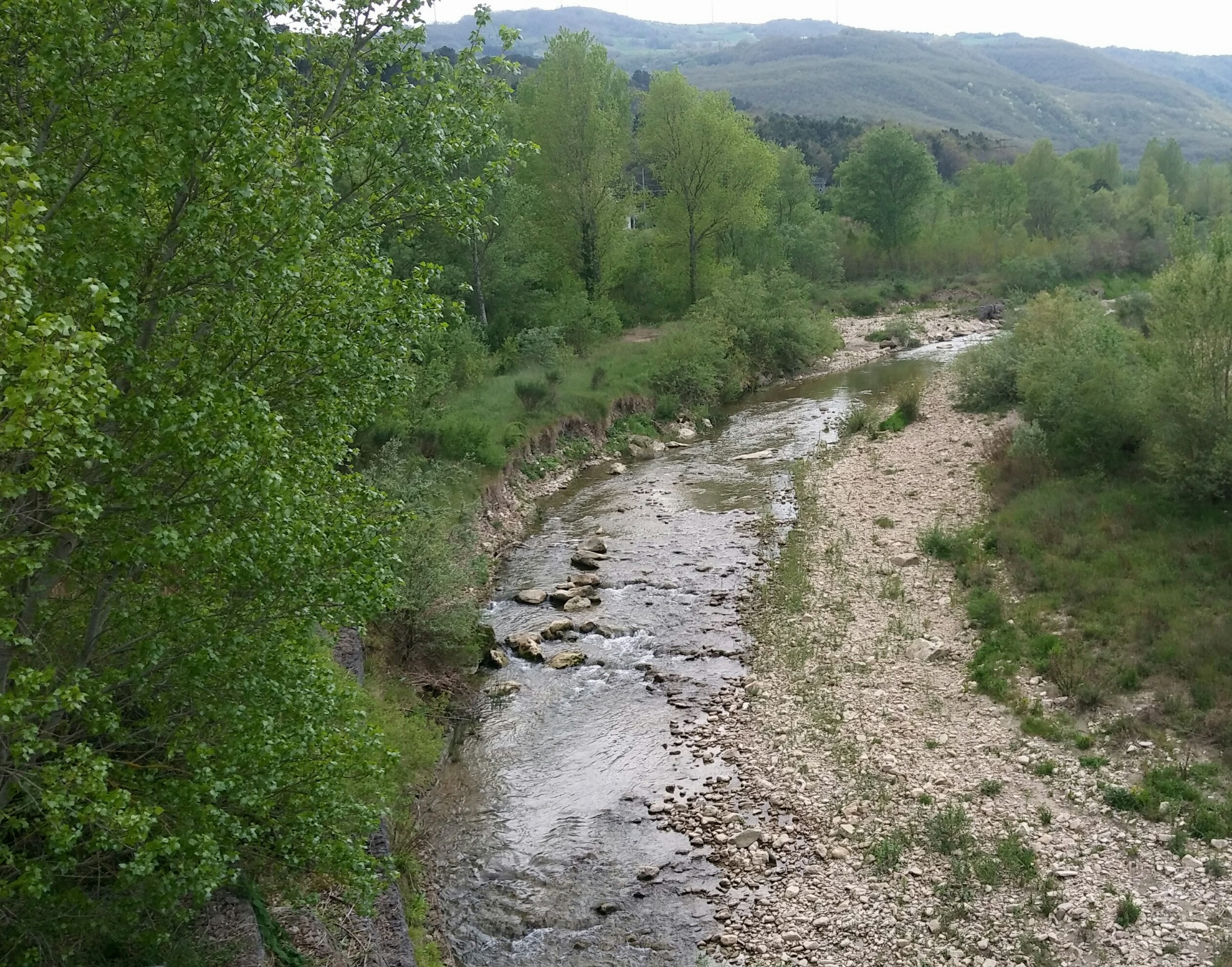
Il Cervaro immerso tra i boschi della media valle all'altezza della stazione ferroviaria di Montaguto, all'inizio della stagione secca.

Il territorio della parte mediana della valle risulta invece assai più impervio, assumendo in molti tratti la forma di una stretta gola boscosa che taglia i monti della Daunia: si tratta del famoso vallo di Bovino, apprezzato dai sovrani di Napoli quale luogo di caccia grossa, ma anche temuto dai viaggiatori della strada regia delle Puglie in quanto infestato dai briganti. In tale tratto la valle del Cervaro vira, assumendo direzione sudovest–nordest e serpeggiando tra i comuni di Savignano Irpino, Greci e Montaguto nella provincia di Avellino e quelli di Panni, Orsara di Puglia e Bovino nella provincia di Foggia; i primi tre aderiscono alla comunità montana dell'Ufita, i successivi tre fanno invece parte della comunità montana dei Monti Dauni Meridionali, quest'ultima in fase di liquidazione. In tale settore vi è l'unico lago naturale della valle, il Luza Aquafets che si estende per circa 3500 m² nel territorio comunale di Greci, un borgo che si caratterizza anche per ospitare l'unica minoranza linguistica della valle e dell'intera Campania, quella arbëreshë di antiche origini albanesi. Un grave ostacolo alla mobilità interregionale nella media valle del Cervaro è rappresentato dalla perenne frana di Montaguto: attestata fin dal Settecento, ha causato disagi ancora agli inizi del III millennio quando è accaduto più volte che la strada statale e la ferrovia rimanessero chiuse al traffico per lunghi mesi a causa dei continui smottamenti che invadevano le rispettive sedi viabili.

## La bassa valle

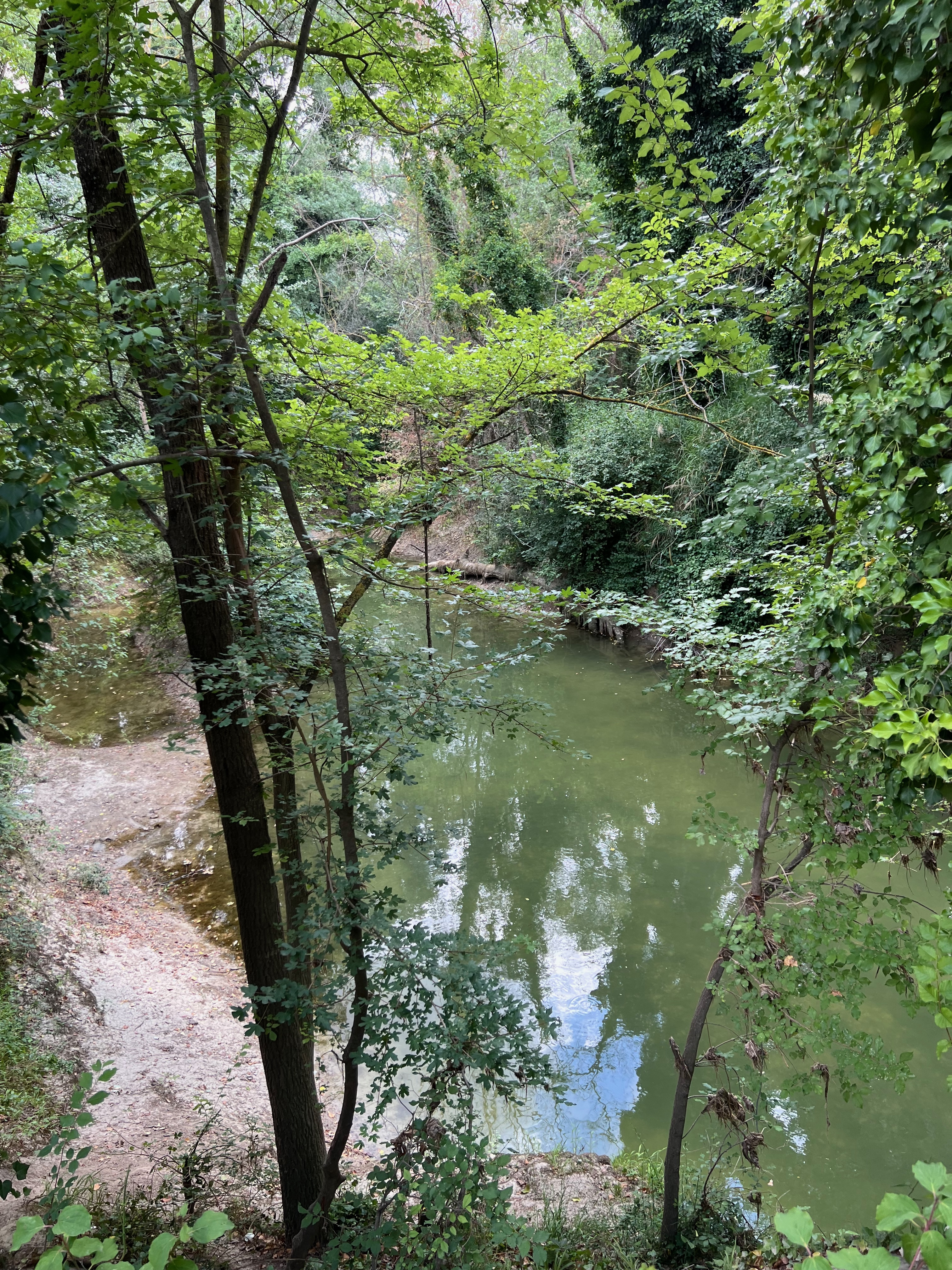
Un meandro del basso Cervaro nel parco naturale Bosco Incoronata

La parte bassa della valle si addentra definitivamente nel territorio pugliese rasentando Castelluccio dei Sauri e l'antico casale di Ponte Albanito, presso cui le colline del Subappennino digradano sensibilmente verso la pianura. In tale settore la valle diviene infatti sempre più ampia e piatta (oltreché intensamente coltivata) fino a confondersi con il Tavoliere delle Puglie. Nella stessa zona, presso la masseria Ponte Rotto, si osservano i ruderi del lungo ponte romano della Via Appia Traiana (nella tratta Aecae-Herdoniae), sotto tutela UNESCO quale patrimonio dell'umanità nell'ambito dell'itinerario Via Appia. Regina Viarum. Inoltre, dalla confluenza con il torrente Sannoro fino al ponte della strada statale 16 è istituita l'area protetta regionale “Valle del Cervaro – Bosco dell'Incoronata”, caratterizzata da una rilevante presenza di fauna e flora ripariale, poiché nel parco naturale regionale Bosco Incoronata sono presenti gli ultimi lembi di una primitiva foresta planiziale. Il nome del bosco deriva dal santuario della Madonna Incoronata situato nei pressi, la cui storia è legata a un'apparizione mariana avvenuta tra le selve e i pascoli della bassa valle del Cervaro.